# کتاب روزها
کتاب «روزها (سرگذشت)» یک زندگینامه نوشت از دکتر محمدعلی اسلامی ندوشن است که یکی از مهم‌ترین آثار خاطره‌نویسی در ادبیات معاصر ایران است. این کتاب خاطرات نویسنده را تا انقلاب ایران در بر می‌گیرد و به نوعی خودزندگی‌نامه نویسنده به شمار می‌رود. دکتر اسلامی ندوشن در این اثر، داستان‌هایی از دوران تحصیل، تحولات اجتماعی و فرهنگی ایران و همچنین برخی از حوادث تاریخی و اجتماعی دوران خود را بازگو می‌کند. نثر این کتاب به عنوان یک نثر نمونۀ سالم و بی‌غلط به‌عنوان الگو در فرهنگ‌ها و کلاس‌های داستان‌نویسی و ویرایش معرفی می‌شود.

## توضیح کلی کتاب
نام کتاب برگرفته از بیت معروفی از مولاناست: «روزها گر رفت گو رو باک نیست / تو بمان ای آن‌ که چون تو پاک نیست»
او در مقدمه جلد دوم «آن» را «عصارهٔ بی‌نام نگفتنی» تعبیر می‌کند.
خوشنویسی ماندگار و چشم‌نواز جلد نیز اثر استاد مشهور خوشنویسی معاصر غلامحسین امیرخانی است.
کتاب «روزها» یک نگاه عمیق به زندگی فردی و اجتماعی نویسنده است و این ترکیب از خاطرات، تأملات شخصی و رویدادهای مهم تاریخ معاصر ایران، آن را به اثری پربار و تأثیرگذار تبدیل کرده است. از ویژگی‌های برجسته این کتاب می‌توان به نثر زیبا، ساده و پرمحتوای آن اشاره کرد که به خوانندگان این امکان را می‌دهد تا با شخصیت نویسنده و نگرش‌های او به مسائل مختلف زندگی آشنا شوند. خوانندگان این کتاب آن را دارای یکی از لطیف‌ترین و ظریف‌ترین نثرها در ادبیات معاصر می‌دانند که با نگاهی دقیق به جزئیات زندگی و اطراف خویش، به خصوص در جلد یک، توصیف‌گری فوق‌العاده‌ای از تاریخ و آداب و رسوم مردم روستای خود و شهر یزد (شارستان) داشته است. به همین خاطر این کتاب، علاوه بر ارزش ادبی، به‌عنوان یک سند تاریخی نیز حائز اهمیت است زیرا برخی از رویدادهای مهم تاریخ معاصر ایران و زندگی فرهنگی و اجتماعی آن دوران را از منظر شخصی و در قالب خاطرات نویسنده به تصویر می‌کشد.
به‌طور کلی، «روزها» نه تنها یک روایت خودزندگینامه‌ای است، بلکه همچنین در قالب یک اثر ادبی، اجتماعی، فرهنگی و تاریخی بدون جانبداری به عمق اندیشه‌ها، تجربیات و دیده‌های نویسنده بدون پرداخته و جایگاه ویژه‌ای در ادبیات معاصر ایران پیدا کرده است.

## محتوای کتاب
کتاب «روزها» نوشته دکتر محمدعلی اسلامی ندوشن در چهار جلد منتشر شده و هر یک از این جلدها به بخشی از زندگی نویسنده و تجربیات او در دوره‌های مختلف زمانی می‌پردازد. در زیر خلاصه‌ای از محتوای هر جلد آورده شده است:

### جلد اول
«روزها: کودکی و نوجوانی» در جلد اول این کتاب، دکتر اسلامی ندوشن به دوران کودکی و نوجوانی خود در روستای ندوشن (کبوده) و شهر یزد می‌پردازد. او در این بخش از کتاب، زندگی در خانواده‌ای فرهنگی و مذهبی را شرح می‌دهد و از تأثیراتی که محیط اجتماعی و خانوادگی‌اش بر روی شکل‌گیری شخصیت او داشت، صحبت می‌کند. این جلد شامل خاطرات و تجربیات روزهای ابتدایی زندگی نویسنده است که با نگاه دقیق و تحلیلی نویسنده به مسائل اجتماعی و سیاسی دوران خود همراه است. همچنین، تأملات نویسنده درباره آموزش و پرورش و تأثیرات فرهنگی و تاریخی بر زندگی‌اش در این بخش برجسته است.

### جلد دوم
در جلد دوم، نویسنده به دوران تحصیلات دانشگاهی خود و شروع آشنایی‌اش با دنیای ادبیات و تفکرات فلسفی می‌پردازد. این جلد، بخش مهمی از تحولات فکری و فرهنگی نویسنده را نمایان می‌سازد که در آن، اسلامی ندوشن به تأثیراتی که از استادان، نویسندگان و متفکران ایرانی و غربی گرفته، اشاره می‌کند. او از دوره تحصیل در دانشگاه‌های ایران و سپس در خارج از کشور، به‌ویژه در فرانسه، سخن می‌گوید و چگونگی شکل‌گیری دیدگاه‌های فکری‌اش را بیان می‌کند. همچنین، بررسی وضعیت فرهنگی و اجتماعی ایران در این دوره تاریخی و مقایسه آن با دنیای غرب، از ویژگی‌های برجسته این جلد است.

### جلد سوم
«روزها: بازگشت به ایران و تأملات اجتماعی» در جلد سوم، نویسنده پس از بازگشت به ایران، به مشکلات و چالش‌های فرهنگی، اجتماعی و سیاسی کشور در دهه‌های میانه قرن بیستم پرداخته است. او به بررسی تحولات اجتماعی و دگرگونی‌های فرهنگی که در ایران در حال وقوع بود، می‌پردازد و در عین حال، انتقادات خود را به برخی از مسائل سیاسی و اجتماعی کشور مطرح می‌کند. همچنین، در این جلد، اسلامی ندوشن به شکل‌گیری جنبش‌های روشنفکری و تاثیر آنها بر روند تحول جامعه ایران می‌پردازد و در کنار آن، نگاه فلسفی و اجتماعی خود را به وضعیت فرهنگی و آکادمیک کشور بیان می‌کند.

### جلد چهارم
«روزها: زندگی شخصی و دیدگاه‌های فرهنگی» در این جلد، دکتر اسلامی ندوشن بیشتر به موضوعات فرهنگی و فکری که در طول زندگی خود با آن مواجه بوده است، می‌پردازد. او به تأملات شخصی‌اش در مورد فلسفه زندگی، ارتباط انسان با تاریخ و فرهنگ، و جستجو برای حقیقت و معنا اشاره می‌کند. این جلد به نوعی نتیجه‌گیری کلی از تجربیات زندگی‌اش و بررسی جایگاه خود در تاریخ و فرهنگ ایران است. در کنار تحلیل‌های فکری، او به روابط خود با دیگر شخصیت‌های فرهنگی و ادبی ایران و همچنین تجربه‌های شخصی در زمینه نویسندگی و تدریس پرداخته و در نهایت، به نوعی جمع‌بندی از مسیر زندگی خود می‌رسد.

## خلاصه کتاب
کتاب «روزها» به طور کلی مجموعه‌ای از خاطرات، تأملات، و دیدگاه‌های فلسفی دکتر محمدعلی اسلامی ندوشن است که از دوران کودکی تا میانه زندگی‌اش را دربرمی‌گیرد. در این کتاب، علاوه بر روایت‌های شخصی، تحلیل‌هایی از تحولات فرهنگی و اجتماعی ایران و غرب در دوران معاصر نیز به چشم می‌خورد. هر یک از جلدها با توجه به دوره زمانی خاص خود، ابعاد مختلفی از زندگی نویسنده را به تصویر می‌کشد.

## بررسی تطبیقی
در پژوهشی با عنوان «بررسی تطبیقی کتاب روزها نوشته دکتر محمدعلی اسلامی ندوشن و کتاب ضد خاطرات اثر آندره مالرو»، به شباهت‌ها و تفاوت‌های این دو اثر در زمینه خاطره‌نویسی پرداخته شده است. این پژوهش نشان‌دهنده تأثیرپذیری این آثار از سبک‌های نوشتاری و محتوایی متفاوت است.

## نظرات خوانندگان
خوانندگان کتاب «روزها» در وب‌سایت‌های مختلف نظرات مثبتی درباره این اثر ارائه داده‌اند. این کتاب را اثری سرشار از نکات تاریخی، اجتماعی، سیاسی، جغرافیایی و فرهنگی دانسته‌اند که با نثری صمیمی و شاعرانه نوشته شده است. در وب‌سایت گودریدز، این کتاب به‌عنوان یکی از مهم‌ترین آثار ادبیات فارسی شناخته شده است.

## جایگاه ادبی
کتاب «روزها» یکی از برجسته‌ترین نمونه‌های خاطره‌نویسی و حسب‌حال‌نگاری در ادبیات معاصر ایران است. دکتر محمدعلی اسلامی ندوشن با خلق این اثر توانسته جایگاهی ویژه در ادبیات فارسی به دست آورد و به یکی از چهره‌های ماندگار این حوزه تبدیل شود.
نظرات بزرگان ادبیات ایران

## نظرات بزرگان ادبیات ایران
هوشنگ مرادی کرمانی، نویسنده، درباره این کتاب گفته است:من «روزها» را چندین بار خوانده‌ام. یکی از عواملی که باعث شد کتاب شما که غریبه نیستید را بنویسم، خواندن روزها بود و تلنگری که به من وارد کرد.
یکی از عوامل تحریک شدن من برای نوشتن زندگی خودم، کار دکتر اسلامی بود.
کریم فیضی، نویسنده: انصاف باید داد که روزها در نوع خودش کار کم‌نظیری است.
مهدی آذریزدی نویسنده کتاب کودک و نوجوان: «در نظر من “روزها” سرآمد همه آثار نُدوشن و سرآمد همه کتابهای نوشته شده در زبان فارسی در زمینه “خود زندگینامه نویسی” و “خاطره نویسی” است که در این پنجاه سال اخیر به وجود آمده است… بی شک کتاب “روزها” با نوشته هایی نظیر آن تفاوتی محسوس دارد که زبان فقیر من قادر به تشریح آن نیست . به جرأت می توان گفت که روزها، “تاریخ بیهقی” زمان ماست. (مجله اطلاعات سیاسی و اقتصادی)»

## تعداد چاپ و تیراژ کتاب
چهار جلد روزها تاکنون بالغ بر چندین هزار جلد چاپ شده است. ناشر اولیه این کتاب انتشارات یزدان بوده است. و طبق تصمیم شورای نظارت بر نشر آثار دکتر اسلامی ندوشن و دکتر شیرین بیانی چاپ جدید آن به زودی توسط انتشاراتی به نام سرو سخنگو به بازار عرضه خواهد شد. لینک منبع

## فهرست منابع
1. ↑  باقری، محمد مهدی، درس‌نامه کارگاه ویرایش و درست‌نویسی، مؤسسه ویراستاران، نسخه ۲۳، ص ۱۰ و فرهنگ سخن، حسن انوری.
2. ↑  «گنجور » مولانا » مثنوی معنوی » دفتر اول » بخش ۱ - سرآغاز». ganjoor.net. دریافت‌شده در ۲۰۲۴-۱۲-۱۵.
3. 1 2  هوشنگ دوم، گفت‌وگو با هوشنگ مرادی کرمانی به کوشش کریم فیضی، انتشارات اطلاعات، چاپ دوم، ص ۳۷۵.
4. ↑  «دست نوشته های آذر یزدی درباره آثار دکتر اسلامی ندوشن*». دریافت‌شده در ۲۰۲۴-۱۲-۱۸.